# NGC 3506
NGC 3506 é uma galáxia espiral (Sc) localizada na direcção da constelação de Leo. Possui uma declinação de +11° 04' 37" e uma ascensão recta de 11 horas, 03 minutos e 12,8 segundos.
A galáxia NGC 3506 foi descoberta em 11 de Março de 1784 por William Herschel.